# Słupia Nadbrzeżna
Słupia Nadbrzeżna – wieś w Polsce położona w województwie świętokrzyskim, w powiecie opatowskim, w gminie Tarłów. Leży na lewym brzegu Wisły.
W latach 1975–1998 miejscowość położona była w województwie tarnobrzeskim.
W 1629 roku właścicielem wsi w powiecie sandomierskim województwa sandomierskiego był Mikołaj Oleśnicki. 

## Części wsi
| SIMC    | Nazwa      | Rodzaj     |
| ------- | ---------- | ---------- |
| 0808535 | Leopoldów  | przysiółek |
| 0808529 | Zakościele | część wsi  |

## Zabytki
- Klasycystyczny kościół pod wezwaniem Świętej Barbary z połowy XIX wieku. Wybudowano go po rozebraniu drewnianej świątyni, z początku XIV wieku. Barokowe ołtarze, w jednym z ołtarzy bocznych późnobarokowy obraz św. Barbary. Wpisany do rejestru zabytków nieruchomych (nr rej.: A.568 z 21.01.1957, z 15.04.1967 i z 6.07.1977)[8].
- Stary cmentarz parafialny (nr rej.: A.569 z 14.06.1988)[8].

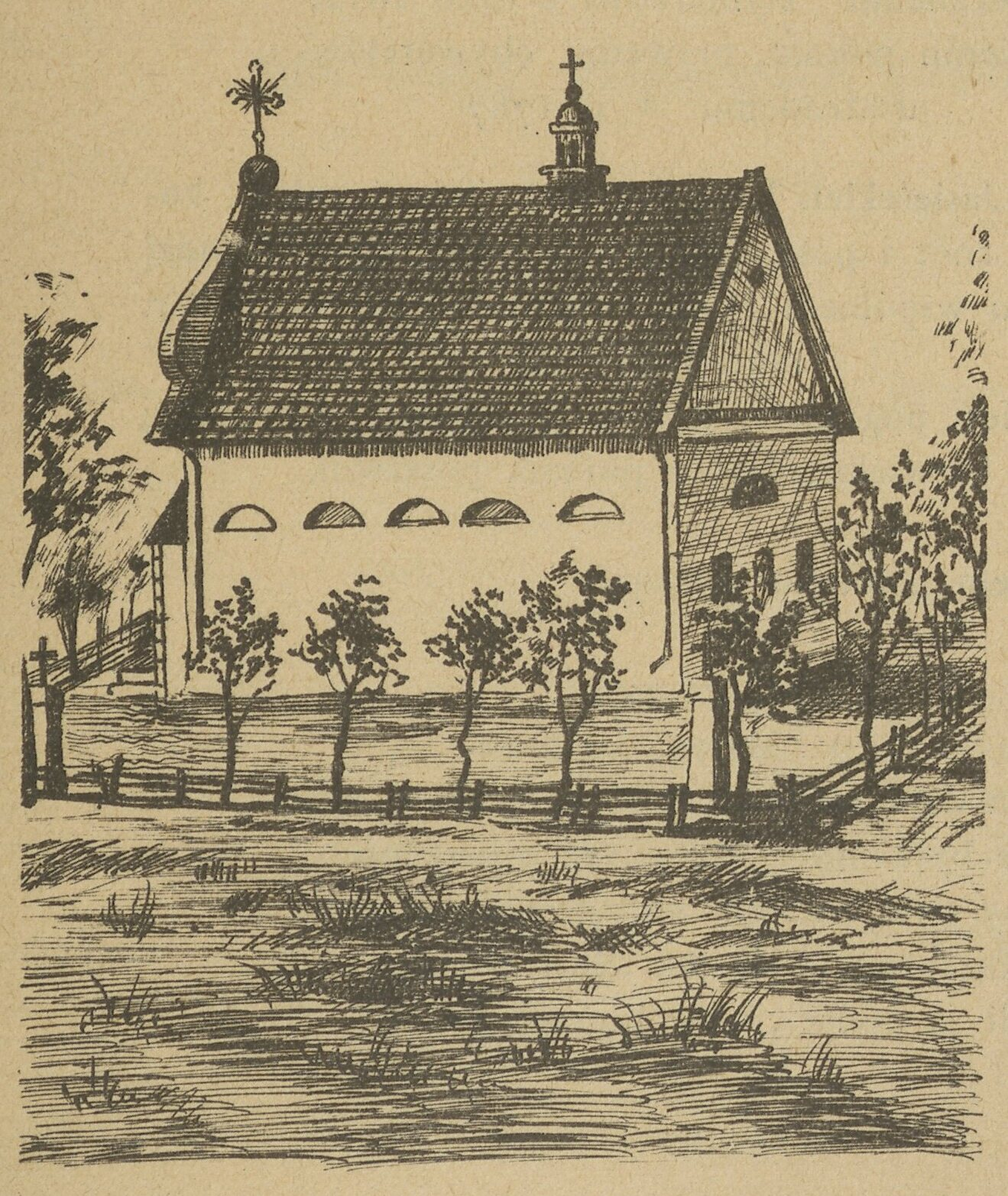
Kościół przed 1907

## Inne ważne obiekty
- Ochotnicza Straż Pożarna[9]
- Ośrodek Prywatnych Domków Letniskowych[10]
- Lawendowy Port[11]